# Phantasy Star Zero
 (juin 2018).
Si vous disposez d'ouvrages ou d'articles de référence ou si vous connaissez des sites web de qualité traitant du thème abordé ici, merci de compléter l'article en donnant les références utiles à sa vérifiabilité et en les liant à la section « Notes et références ».
Phantasy Star Zero (ファンタジースターZERO) est un jeu vidéo de rôle développé par Sonic Team pour l'éditeur japonais Sega. Il sort le 25 décembre 2008 au Japon et le 12 novembre 2009 aux États-Unis sur Nintendo DS. Le jeu est sorti également en Europe au cours de l'hiver 2010.
Il s'agit d'un épisode de la série Phantasy Star s'inspirant du gameplay de Phantasy Star Online et de Phantasy Star Universe.

## Trame

### Accroche
Tout d'abord, il y avait de la prospérité.
Trois tribus prospéraient autrefois et ont donné naissance à la Divinité.
Ensuite, il y a eu la guerre.
Ce qui séparait les dieux des mortels fut séparé par les tribus comme par un coup de lame.
Puis ce fut la désolation.
Un vide immense, et rien de plus.
Deux siècles passèrent ...
Des gens ont survécu, et sont repoussés jusqu'au bord de l'oubli.
Jusqu'à aujourd'hui...
Au milieu d'un ciel lumineux, une ombre a recouvert la lune ...
et ceux qui furent oubliés tombèrent du ciel.

### L'histoire
Sur Terre, la lune comme seul satellite, à l'aube d'une grande catastrophe qui décima la population. Une arme terrible a été utilisée par les habitants il y a 200 ans de cela lors d'une grande guerre. Les radiations ont duré près de 100 ans, ne laissant aucune chance à la Terre de survivre.
Les humans, à l'apparence très humaine, eurent beaucoup de mal à s'adapter à cet environnement hostile. Mais le temps passa et ils ont pu commencer à s'organiser. Des guildes de Hunters ont été créées dans le but d'aider la population, mais aussi pour partir à la recherche de vieilles reliques. Car en réalité, les humans actuels ignorent tout de cette guerre, de cette grande catastrophe qui décima la population et de la population d'avant-guerre. Ils appellent cette période « le Grand Vide ».
Les CASTS, sorte d'androïdes de combats, sont restés en veille très longtemps. Ils datent tous de cette période d'avant la catastrophe, mais leur mémoire a été effacée. Ils collaborent avec les humans. Il en existe un tout petit nombre et sont réactivés petit à petit.
Les newmans, humanoïdes aux longues oreilles, font partie de la classe la plus avancée technologiquement parlant. Cette technologie leur viennent tout droit de la période d'avant « le Grand Vide ». Les newmans se sont établis sur la Lune et d'après leur propre histoire, ils sont les enfants de Mother Trinity, qui leur a confié une mission : rétablir la justice. Mother Trinity leur a révélé que les humans furent responsable du « Grand Vide » lorsque leur technologie fut suffisamment avancée. Les newmans doivent décimer les humans pour empêcher que cela se reproduise. Cette génération de newmans ignore tout de la vérité évidemment, car il s'agit d'une génération d'après le « Grand Vide ». Or, des newmans, il y en avait aussi avant... Ces derniers ont été exterminés.

### Personnages principaux

#### Sarisa
- Nom original : サリサ
- Race : Newman
- Affiliation : Force
- Doubleur japonais : Kozue Kamada

Une newman qui est descendu sur terre pour espionner les humans, dont le but sera de les décimer. Elle est sauvée par Kai et rejoint les hunters, dans le but premier de mieux connaître cette race primitive. En les observant, elle comprend que les Humans et les CASTS ne pourront jamais refaire du mal à la planète. Ils font des efforts pour préserver la nature et survivre. Elle a le sentiment que la mission cache quelque chose... Elle décide de joindre les Hunters définitivement pour combattre Mother Trinity et découvrir la vérité.

#### Kai
- Nom original : カイ
- Race : Human
- Affiliation : Hunter
- Doubleur japonais : Nobutoshi Kanna

Un human affilié aux Hunters. Il est certainement le plus doué et le plus expérimenté malgré son jeune âge. À première vue, il a l'air d'être une personne peu sérieuse, enjouée et  rigolarde. Mais dès qu'il s'agit d'une mission, sa priorité est de sauver ses équipiers et de réussir cette dernière coûte que coûte, mettant sa vie en second plan.

#### Ogi
- Nom original : オギ
- Race : Cast
- Affiliation : Ranger
- Doubleur japonais : Tetsu Inada

Un CAST réveillé il y a quelque temps. Un redoutable hunter au service de la justice. Il a la capacité de décrypter les données des ordinateurs datant d'avant la guerre et peut ainsi révéler toutes sortes de choses intéressantes sur le passé de la planète.

#### Ana
- Nom original :　アナ
- Race : Newman
- Affiliation : ?
- Doubleur japonais : Ai Maeda

Sur la lune, tous les newmans ne suivent pas forcément les directives de Mother Trinity. Il existe un groupe de résistants et elle est à la tête de ces derniers. Elle aimerait aussi découvrir la vérité sur Mother Trinity et le passé des peuples de la Terre.

#### Reve
- Nom original :　レーヴェ
- Race : Newman
- Affiliation : Hunter
- Doubleur japonais : Hikaru Midorikawa

Le chef de l'escadrille qui a pour mission d'espionner les humans. Il est très fidèle à Mother Trinity. Il faudra plus d'un combat pour le mettre sur le droit chemin.

#### Dairon
- Nom original :　ダイロン
- Race : Human
- Affiliation : ?
- Doubleur japonais : Banjō Ginga

Chef politique de la ville de Dairon City, il en est aussi le fondateur. Il est également responsable de la guilde des hunters.

### Le Système Solaire (Le monde dePhantasy Star Zero)
Le jeu se  déroule sur la Terre et la Lune. La principale ville s'appelle Dairon City. En dehors de celle-ci, il y a six autres zones à explorer et une septième cachée.

#### Dairon City
Une ville paisible qui abrite un certain nombre de commerçants et d'explorateurs. Dairon City est le pivot central de l'aventure dans Phantasy Star Zero, avec un grand nombre d'armes et d'armures à acheter, il y a aussi une banque et la Guilde des Hunter local où le joueur pourra faire des quêtes ou s'embarquer gratuitement à la chasse dans les zones qu'il aura déjà visitées.

#### Gurhacia Valley
Une zone assez désertique, avec ses collines rocheuses et ses canyons. L'eau est cependant bien présente et donc la vie animale et végétale peut être trouvée dans certaines parties de la région. Les créatures indigènes sont assez agressives, les Hunters vont devoir faire preuve de prudence. La rumeur veut qu'un dragon garderait les lieux, mais cela n'a jamais pu être prouvé jusqu'à récemment.

#### Ozette Wetlands
Une terre très humide avec de fortes pluies durant une grande partie de l'année. Cette région est habitée par des créatures qui ont pu s'acclimater. Auparavant, ces terres restaient un mystère, mais les Hunters ont récemment lancé une enquête sur ce lieu, car il semblerait qu'une énorme créature dangereuse y habiterait.

#### Rioh Snowfield
Une terre sous une neige blanche et poudreuse et sous la douce lueur des torches. La nature calme et froide de ce champ de neige est d'une beauté trompeuse, car un certain nombre de prédateurs et d'autres monstres sont connus pour habiter la région. Il s'agit aussi d'une région à haute altitude. Il est dit que l'on a une très belle vue des étoiles et de la lune depuis le haut de la montagne.

## Système de jeu
Le jeu ne fait suite ni à la série Phantasy Star Online, ni à la série Phantasy Star Universe, car ne se passant pas du tout dans le même système solaire. Mais l'histoire rapporte quelques informations supplémentaires sur le scénario de ces derniers. Le joueur retrouve des objets bien connus de la série (équipements, Technics et armes), mais également quelques éléments de la série Universe (comme les photon arts). Le « Zero » du titre évoque un retour aux sources de la série. Une phrase dans la bande annonce dit d'ailleurs « Tout commence ici ».
Faisant son entrée sur la console portable de Nintendo, le gameplay a dû s’adapter à cette machine.
L'écran de sélection du mode de jeu se compose de plusieurs options : 
- Story Mode : Le joueur suit la trame scénaristique. Le jeu est entrecoupé de cinématiques.
- DS Wireless Play : Permet à quatre joueurs proches les uns des autres de jouer dans une partie commune.
- Nintendo Wi-Fi Connection : Il s'agit du mode de jeu pour des parties en réseau. Il est divisé en trois sous-sections (Free mode, Friend mode et Single mode).

### Le mode réseau
En sélectionnant le menu Nintendo Wi-Fi Connection, le joueur a trois options : 
- Free mode : Parties sur le réseau Wi-Fi avec des inconnus.
- Friend mode : Parties sur le réseau Wi-Fi avec des amis.
- Single mode : Parties sur le réseau, mais en solitaire.

Le Friend mode permet de jouer avec des personnes avec qui le joueur a échangé son « code-ami ». On peut également utiliser le Visual Chat, une des grandes nouveautés de ce titre. Le Visual Chat consiste à écrire sur l’écran directement à l’aide du stylet et les mots peuvent être lus par les autres joueurs tels qu’ils ont été écrits. Le joueur peut donc écrire, mais aussi dessiner. Il a d'ailleurs la possibilité de les enregistrer pour les garder en mémoire.
Dans le Free mode, le joueur joue avec des inconnus. Pour lutter contre la censure, il est impossible d’utiliser le Visual Chat du Friend mode. Il n'y a que l'utilisation de phrases prédéfinies. Dans la version japonaise du jeu, ces phrases sont en japonais et sous-titrées en anglais. Mais dans la version européenne et nord-américaine, elles sont uniquement en anglais. Mais heureusement, cela n'empêche pas les joueurs de lire ces phrases dans la langue reconnues par le jeu en leur possession et donc peuvent jouer entre eux, toutes versions confondues.
Le Single mode ne se joue qu’en solo. Cela se passe également sur le mode Réseau, sauf que le joueur est seul. Ce dernier peut utiliser le Visual Chat dans ce mode-ci.
Le déroulement d’une partie se passe comme pour Phantasy Star Online. On peut être dans un groupe de quatre joueurs et partir à l’aventure. Les mondes sont composés de petites salles, qui peuvent être comparées à des arènes, reliées par des portes, suivi d’un petit temps de chargement. Il ne s’agit plus d’immenses complexes reliés par des couloirs, la puissance de la Nintendo DS étant malheureusement limitée. La dernière arène est celle du boss.
Tout comme dans Phantasy Star Online, les musiques des niveaux sont mixées d'une façon calme ou plus rythmée suivant le niveau d'action.

### Création du personnage
Le système de création du héros est directement inspiré de celui de Phantasy Star Online. Trois personnages peuvent être créés au total, parmi le choix de 14 classes distinctes.
Au choix, le joueur peut choisir le type de visage, la couleur des cheveux, du costume, de la peau et du mag, ainsi que le type de voix. Il y a aussi dès le départ la possibilité de choisir la classe du personnage, son genre ou ses vêtements.

### Description des combats
Tout comme dans Phantasy Star Online, le joueur peut faire un enchaînement de 3 coups, à condition de le faire dans un rythme bien précis. Sur la console, le bouton Y sert à donner un coup fort, le bouton A un coup moyen et le bouton B à effectuer une roulade pour éviter les attaques des ennemis. Ces derniers peuvent être redéfinis via le menu. Le joueur peut par exemple lancer une Technic (la magie du jeu) directement via un de ces boutons. En maintenant appuyés les boutons associés aux coups ou aux Technics, le joueur effectue un photon art ou une magie plus puissante.
Quant au bouton X, il sert uniquement à effectuer des actions comme activer des interrupteurs ou ramasser des objets.
Le photon art est une attaque spéciale empruntée à Phantasy Star Universe. Il est associé automatiquement à une arme et ne peut être retiré. Il y a des photons art différents pour chaque type d'arme. Les Technics ne sont pas associées aux armes, mais peuvent être utilisées via d’autres raccourcis sur l'écran tactile de la Nintendo DS ou être définies sur un des boutons de la console.
Les Technics et les photons art consomment une même barre d'énergie appelée Points de Photon.
En faisant ou en subissant des dommages, une jauge se remplit également. Elle permet au Mag (le petit robot accompagnant le joueur) d'effectuer un Photonblast, une action spéciale empruntée à Phantasy Star Online.

### Les classes
Les classes sont directement inspirées de Phantasy Star Online. Le choix de la classe aura une influence sur le niveau des Technics ou le choix des armes entre autres. Il y a 3 classes : Hunter (Corps à corps), Ranger (arme à distance) et Force (Technics), divisés en plusieurs types différents. La nomenclature du type est utilisée pour sous-entendre la classe du personnage, mais également son genre et sa race..
Ci-dessous, les différents types de classe :
- Hunter : Humar, Humarl, Hunewm, Hunewearl, Hucast, Hucaseal.
- Ranger : Ramar, Ramarl, Racast, Racaseal,
- Force : Fomar, Fomarl, Fonewm, Fonewearl

### Les types d'armes
Il existerait 350 armes réparties dans 16 catégories.
Armes de corps à corps
- Sword (Epée)
- Spear (Lance)
- Saber (Sabre)
- Double saber (Double sabre)
- Dagger (Dagues)
- Claw (Griffe)
- Shield (Bouclier)
- Gunslash  (Gunblade)

Armes à distance
- Machine gun (Mitraillettes)
- Handgun (Pistolet)
- Rifle (Fusil)
- Launcher
- Bazooka

Armes à Technics
- Wand
- Rod
- Slicer

## Bande originale
La bande originale, intitulée Phantasy Star 0 Original Sound Track, est composé de 96 titres répartis en 4 CD. Le quatrième étant surtout composé des mêmes morceaux, mais dans une version symphonique.
Le thème principal, intitulé 負けないココロ (makenai kokoro), est interprété par Hatsune Okumura (Avex Trax).
Il est présent lors du générique d'ouverture uniquement dans la version japonaise. Dans les versions européenne et nord américaine, il est remplacé par le thème musical Phantasy Star Zero, composé par Hideaki Kobayashi. À l'écran de titre du jeu, c'est ce dernier qui est présent dans la version japonaise. Dans les autres versions, il est remplacé par le thème symphonique Eternal Steps to Heaven dans un style retravaillé et ne se trouve pas sur la bande originale tel qu'il est présenté.
Le thème de fin, intitulé たいせつなもの (taisetsunamono), est interprété par Yumie Fuwara. Ce thème est présent dans toutes les versions du jeu.